# Ilema eurydice
Ilema eurydice är en fjärilsart som beskrevs av Butler 1885. Ilema eurydice ingår i släktet Ilema och familjen tofsspinnare. Inga underarter finns listade i Catalogue of Life.